# هواخواری

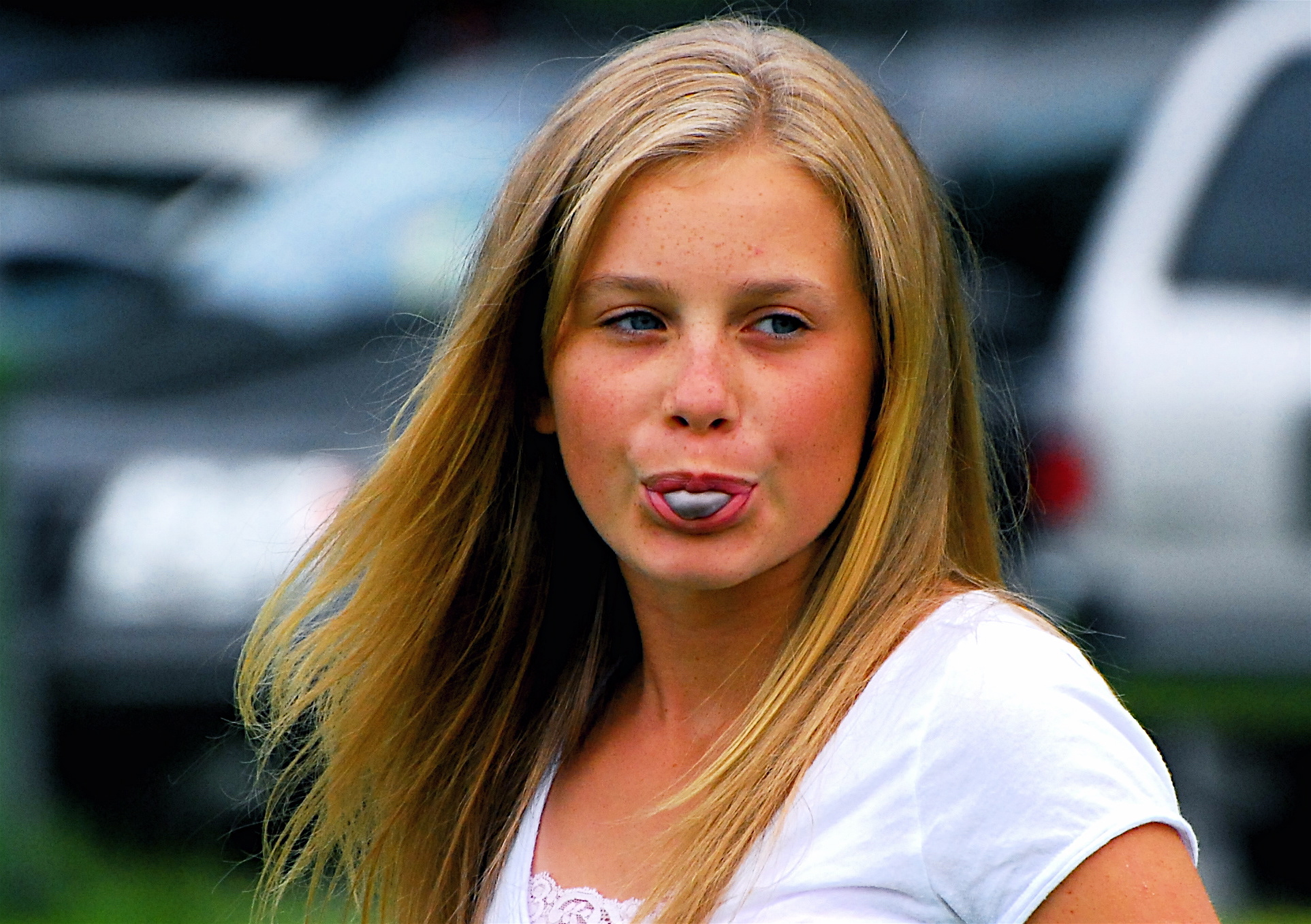
در این تصویر یک فرد در حال جویدن آدامس است؛ جویدن مداوم آدامس با افزایش غیرارادی بلع هوا (aerophagia) مرتبط است که می‌تواند منجر به نفخ و آروغ‌زدن گردد.

بلعیدن بیش از اندازه هوایی که به معده می‌رسد و عموماً در هنگام خوردن غذا رخ می‌دهد را هواخواری یا بلع هوا (انگلیسی: Aerophagia) می‌گویند.
بلع مقدار کم هوا حالت طبیعی دارد ولی بلع زیاد آن اکثراً مربوط به ناراحتی عصبی و دیرهضمی است که منجر به تهوع می‌شود.
استفاده از آدامس، سیگار کشیدن، نوشیدن نوشابه‌های گازدار، خوردن سریع غذا، استفاده از دندان مصنوعی و استفاده از دستگاه کمک‌تنفسی آپنه می‌تواند باعث هواخواری شود.